# Roeselia minuscola
Roeselia minuscola är en fjärilsart som beskrevs av Philipp Christoph Zeller 1872. Roeselia minuscola ingår i släktet Roeselia och familjen trågspinnare. Inga underarter finns listade.